# CGC Viareggio 2016-2017
Questa voce raccoglie le informazioni riguardanti del CGC Viareggio nelle competizioni ufficiali della stagione 2016-2017.

## Stagione
Trentasettesima stagione di massima serie, A1. Il Viareggio arriva terzo, ad una decina di punti dalle prime due. Nei quarti play-off, il CGC si sbarazza abbastanza agevolmente del Breganze, ma si arrenderà al Lodi in gara-5 in semifinale. In semifinale di Coppa Italia, i bianconeri perdono ai tiri di rigore dal Bassano, dopo che tempi regolamentari e supplementari erano terminati in pareggio.
Per la prima volta nella sua storia, il Viareggio gioca una finale europea, la Coppa Cers, organizzata in casa. Nell'ordine supera con gare di andata/ritorno: Vendrell (Spagna), Ploufragan (Francia), Igualada (Spagna). Nelle Final Four supera il Caldes (Spagna), ma perde la finale contro il Barcelos (Portogallo).

## Maglie e sponsor
| 1ª divisa | 2ª divisa |

## Organigramma societario
- Presidente: Alessandro Palagi
- Vicepresidente: Massimo Barozzi
- Consiglieri: Renzo Pardini
- Direttore sportivo:
- Segretaria:
- Addetto stampa:

## Organico

### Giocatori
Dati tratti dal sito internet ufficiale della Federazione Italiana Sport Rotellistici.
| N° | Naz.                 | Ruolo    | Sportivo          |  |  |  |
| -- | -------------------- | -------- | ----------------- |  |  |  |
|    | Italia (bandiera)    | Portiere | Emiliano Torre    |  |  |  |
|    | Argentina (bandiera) | Esterno  | Fernando Montigel |  |  |  |
|    | Italia (bandiera)    | Portiere | Leonardo Barozzi  |  |  |  |
|    | Italia (bandiera)    | Esterno  | Davide Gavioli    |  |  |  |
|    | Spagna (bandiera)    | Esterno  | Xavi Rubio        |  |  |  |
|    | Italia (bandiera)    | Esterno  | Mirko Bertolucci  |  |  |  |
|    | Spagna (bandiera)    | Esterno  | Xavi Costa        |  |  |  |
|    | Italia (bandiera)    | Esterno  | Nicola Palagi     |  |  |  |
|    | Italia (bandiera)    | Esterno  | Andrea Deinite    |  |  |  |
|    | Italia (bandiera)    | Esterno  | Samuele Muglia    |  |  |  |

### Staff tecnico
- 1º Allenatore:  Alessandro Bertolucci
- 2º Allenatore: n.a.
- Meccanico: